# Kjölur

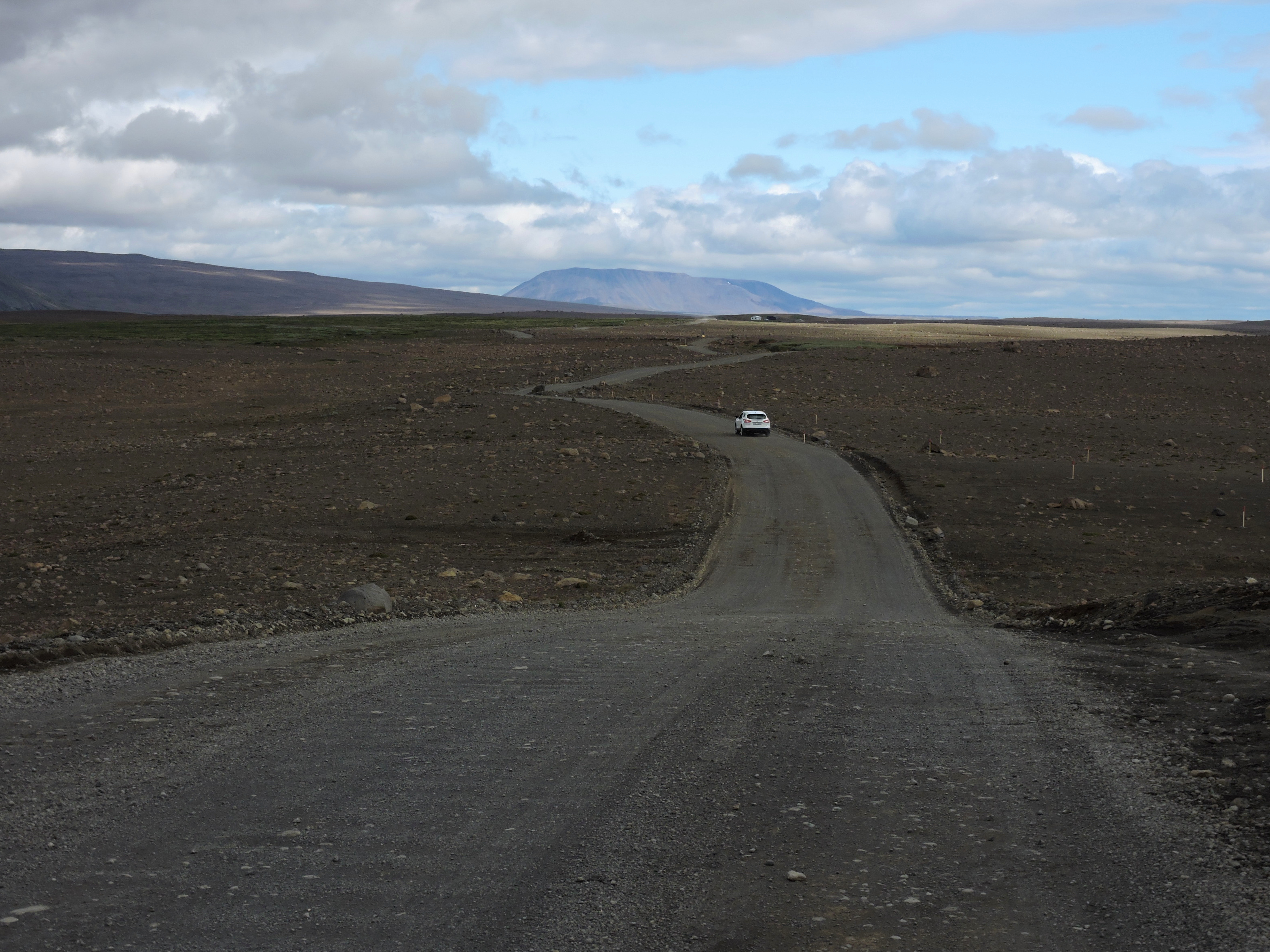
Altopiano di Kjölur con la strada Kjalvegur F35, tra Gullfoss e Hveravellir

Kjölur è uno degli altopiani d'Islanda situato tra i ghiacciai di Langjökull e Hofsjökull nel nord del paese. È attraversato dalla pista Kjalvegur.